# Mono (Benin)
Mono ist ein Département Benins mit der Hauptstadt Lokossa.

## Geographie

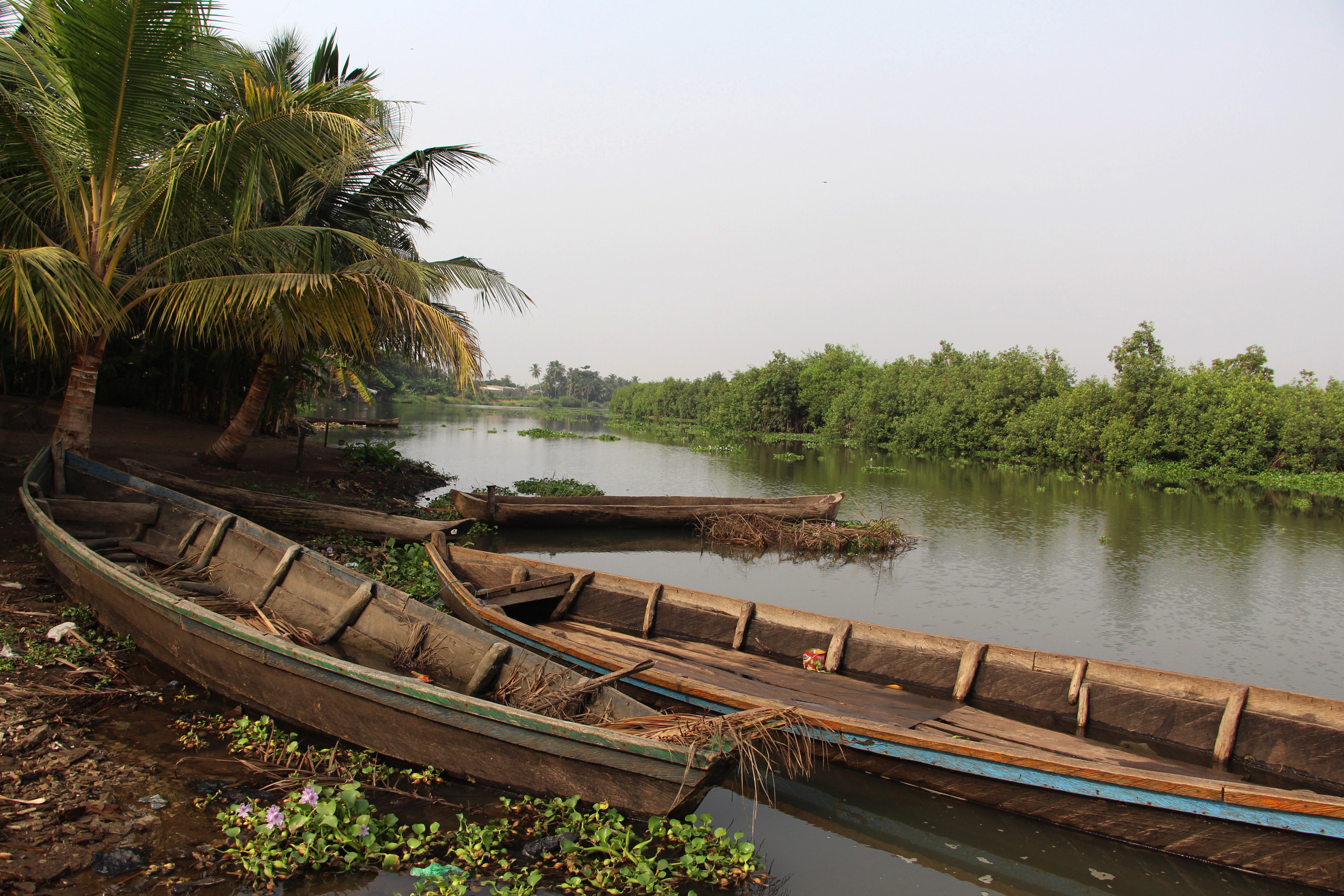
Landschaft um Grand-Popo.

Das Departement liegt im Südwesten des Landes und grenzt im Norden an das Departement Couffo, im Süden an den Atlantik, im Westen an Togo und im Osten an das Departement Atlantique.

## Bevölkerung
Bei der letzten Volkszählung 2013 zählte das Departement 497.243 Einwohner.

### Bevölkerungsentwicklung
| Jahr        | Einwohnerzahl |
| ----------- | ------------- |
| Zensus 1979 | 203.842       |
| Zensus 1992 | 281.245       |
| Zensus 2002 | 360.037       |
| Zensus 2013 | 497.243       |

### Volksgruppen
Die größten Völker sind die Sahoue mit 39,9 % und die Kotafon mit 21,3 % Bevölkerungsanteil.

### Religionen
Größte Einzelreligion ist der Voudou-Kult mit (offiziell) 40,5 % Anhängern an der gesamten Einwohnerschaft. Gleich darauf folgt das Christentum mit 33,6 % (darunter 61 % Katholiken und 28 % Anhängern Afrikanischer Unabhängiger Kirchen). Der Islam ist mit einem Anteil von 1,3 %
vertreten.

## Geschichte
1999 wurde der nördliche Teil als Departement Couffo abgetrennt.
Koordinaten: 6° 36′ N, 1° 48′ O